# Teddy Altman
Theodora "Teddy" Altman è un personaggio della serie televisiva Grey's Anatomy, interpretata dall'attrice Kim Raver. Il 4 gennaio 2010 è stato confermato che il personaggio sarebbe stato presente nella settima stagione della serie, entrando nel cast dei personaggi fissi, mentre alla fine della ottava stagione la sua storia all'interno della serie viene conclusa con il trasferimento della dottoressa in un ospedale tedesco. Torna nei primi episodi della quattordicesima stagione dopo che Megan, sorella di Owen ed ex-fidanzata di Nathan, è stata ritrovata viva in una zona di guerra dove era scomparsa anni prima. A fine stagione ritorna a Seattle per chiedere un posto alla dottoressa Bailey e si scopre che è incinta.

## Descrizione
Teddy ha frequentato la University of Texas Southwestern Medical Center, completando il suo internato di chirurgia alla George Washington University Medical School e la sua specializzazione alla Mayo Clinic, in Florida. 
Quando suoi genitori sono morti lei ha trovato conforto nella sua amica Allison.
Precedentemente ha lavorato alla Columbia (presumibilmente la Columbia University Medical Center) come medico, per poi andarsene in seguito alla morte della sua migliore amica, uccisa durante il crollo della seconda torre del World Trade Center negli attentati dell'11 settembre 2001. Dopo aver lasciato il suo lavoro, la dottoressa Altman è entrata nell'esercito, dove ha incontrato Owen Hunt quando erano a Baghdad come chirurghi d'urgenza.

## Storia del personaggio

### Sesta stagione
Owen chiama Teddy al Seattle Grace-Mercy West come "regalo" per Cristina Yang, affermando che è una "dea della cardiochirurgia". Teddy successivamente apprende che Owen l'ha portata a Seattle come regalo per la sua ragazza, e appare più sorpresa dal fatto che Cristina e Owen stiano insieme. Inizialmente eccitata dalla presenza di un nuovo cardiochirurgo, Cristina ne diventa molto delusa e incomincia a mettere continuamente in discussione le abilità e le competenze chirurgiche della dottoressa Altman, dopo che i suoi dubbi sono già stati ignorati dalla Bailey e dal Primario. Cambia comunque opinione quando la Altman diagnostica un asma cardiaco a un bambino dopo solo un breve esame e tre domande; diventa sempre più convinta quando operano il bambino e il cardiochirurgo le permette di assistere e operare, senza cacciarla quando rischia di sbagliare ma aiutandola a ragionare su cosa deve essere fatto.
Dopo aver dichiarato a Owen il suo amore per lui, lui le dice di amare Cristina. Successivamente la Altman assegna a Cristina il suo primo intervento da sola, intervento durante il quale Cristina ha delle difficoltà, ma Teddy si rifiuta di aiutarla; Cristina ha comunque successo, ma Owen affronta Teddy e le chiede il motivo per cui non è intervenuta. Teddy è senza parole e decide di lasciare il Seattle Grace. Cristina, venutolo a sapere, la insegue e la supplica di rimanere, chiedendole cosa vuole per rimanere: la Altman risponde che vuole Owen, e Cristina sbotta dicendo che può prenderlo, purché resti e continui a insegnarle. Teddy accetta di rimanere, ma Owen dice a Cristina che non può semplicemente lasciarlo andare e restano così una coppia.
Teddy instaura una buona amicizia con Arizona Robbins, che le consiglia, per dimenticare Owen, di buttarsi in una relazione solo di sesso con Mark Sloan, l'uomo giusto per quel tipo di storia. I due incominciano così a vedersi, ma senza impegni; sarà comunque Teddy ad aiutare la figlia di Mark a partorire, dato che era a casa di quest'ultimo mentre la ragazza è tornata con le doglie.
Intanto Derek, nuovo Primario di Chirurgia, invita un noto cardiochirurgo al Seattle Grace, e Teddy sente minacciato il suo posto di lavoro; ne parla così col capo, che le riferisce che pensava che volesse andare via. Vedendo come Cristina sia molto presa dal nuovo cardiochirurgo, le rivela che potrebbe prendere presto il suo posto, e che non sa se Cristina preferisca seguire un chirurgo che la fa solo guardare o una che le insegna a operare.
Cristina a questo punto parla con Owen e gli chiede di parlare con Derek, per convincerlo ad assumere la Teddy come Primario di Cardiochirurgia, ma quando Owen parla con Shepherd gli dice di non preoccuparsi, Teddy ha buone amicizie e anche se dovesse essere licenziata se la caverebbe. Quando Derek assume la Altman come Primario, Cristina pensa che Owen l'abbia convinto; quello che non sa è che invece Derek ha assunto Teddy per il semplice motivo che l'altro candidato ha rifiutato l'offerta di lavoro.
Intanto la relazione con Mark ha un blocco: lo scopre a letto con Reed Adamson (specializzanda del Mercy West), ma sembra non preoccuparsene; però Mark, anche dopo aver parlato con Callie Torres, capisce di essere ancora innamorato di Lexie (sorella di Meredith Grey) e le chiede di sposarlo.
Inoltre Teddy ascolta inavvertitamente una litigata tra Cristina e Owen: la Yang ha scoperto cos'ha detto a Derek riguardo alla Altman, e ne è profondamente turbata; i due non si accorgono di quest'ultima fino a quando non le suona il cercapersone, e a questo punto se ne va dalla sua paziente, seguita da Cristina, ferita dal comportamento di colui che doveva esserle amico.
Nel finale di stagione Cristina Yang obbliga Owen a scegliere tra lei e Teddy, e quest'ultimo sceglie la Yang; capendo l'amore che lega i due, Teddy aiuta Owen a rientrare nell'ospedale, nel frattempo evacuato a causa della sparatoria compiuta da Gary Clark.
Teddy si è rivelata essere un'eccellente insegnante per Cristina, trasmettendole delle solide basi che le hanno permesso di salvare la vita di Derek.

### Settima stagione
Terminata la storia sentimentale tra lei e Owen, incomincia a frequentare lo psicologo Andrew Perkins fuori dagli orari di lavoro. Tuttavia la storia terminerà per la partenza di quest'ultimo.
Quando il paziente Henry Burton, malato di leucemia, ha bisogno di un'operazione ma non ha l'assicurazione, Teddy decide di sposarlo. Il Capo Richard ritiene invece che la loro relazione sia del tutto inappropriata ma in realtà è solamente un accordo. Nonostante ciò tra i due nasce una sorta di amicizia, nella quale Teddy gli racconta dei suoi appuntamenti con gli uomini.
Andrew ritorna negli ultimi tre episodi e le propone un lavoro come cardiochirurgo in Germania, facendo rinascere la scintilla tra loro due. Questo però suscita la gelosia da parte di Henry, che decide di chiedere il divorzio per ottenere un'assicurazione propria. Durante l'ultimo episodio Teddy bacia Henry e abbandona l'idea di partire assieme allo psicologo.

### Ottava stagione
La storia tra Teddy e Henry sembra procedere a gonfie vele almeno fino a quando a Henry non viene diagnosticato un tumore al polmone. Si propone di operarlo Webber, ma, non essendo a conoscenza delle nuove tecniche per eseguire l'intervento, Teddy farà in modo che l'intervento venga assegnato a Cristina, a patto che questa non sappia chi sta operando. L'intervento si conclude con la morte di Henry. Teddy vive con grandissimo dolore questa perdita e successivamente viene trattata come la "povera dottoressa vedova". Per molto tempo compie atti di insubordinazione verso Owen, che incolpa di non averla avvertita subito della morte del marito, finché la Bailey e Callie non la rimproverano perché è ovvio a tutti che Owen non avesse avuto scelta in quel momento.
Alla fine della stagione il MEDCOM propone di assumerla ma lei rifiuta di andarsene per rimanere vicino a Owen, che quindi la licenzia per darle la possibilità di partire.

### Quattordicesima stagione
Teddy ritorna brevemente a Seattle quando Megan, la sorella di Owen, viene ritrovata e portata al Grey-Sloan Memorial Hospital. Prima di partire consiglia a Nathan di chiarirsi con Meredith.

### Quindicesima stagione
Teddy viene a scoprire della nuova famiglia di Owen e decide così di rifiutare il posto di capo ad interim e tornare in Germania; purtroppo lo stress le causa affaticamento ed è costretta a farsi visitare da Maggie, alla quale riferisce di aspettare un bambino da Owen e le chiede di mantenere il segreto. Quest'ultima lo riferisce a Meredith, che cercherà di farla ragionare e Teddy riesce ad ammettere di essere ancora innamorata di Owen e decide di dirglielo. Nel sesto episodio va a casa sua ma vengono interrotti da Amelia, preoccupata per la scomparsa di Betty; decide così di aiutarli a trovarla. Durante un intervento, nell'ottavo episodio, dice finalmente ad Owen della sua gravidanza; viene chiamata per un altro paziente. Arrivata all'ascensore viene raggiunta da Owen che le chiede spiegazioni. Al piano successivo entra in ascensore Amelia, la quale percepisce che qualcosa non va, ma l'ascensore si blocca a causa di un blackout.

## Sviluppo
Nell'ottobre 2009, è stato riportato che l'attrice Kim Raver avrebbe interpretato il personaggio e avrebbe avuto un ruolo ricorrente nella sesta stagione della serie. Nel gennaio 2010, Raver è stata promossa come personaggio regolare.
Il 18 maggio 2012, un giorno dopo il finale dell'ottava stagione, la creatrice di Grey's Anatomy, Shonda Rhimes, annunciò che era stato una decisione della Raver di far uscire di scena il personaggio: "So che il finale di questa stagione ha avuto alcune sorprese per gli spettatori e l'uscita di Kim Raver è stata una delle più grandi, ma Kim era pronta ed era pronta a regalare a Teddy Altman una vacanza tanto necessaria. È stato un piacere lavorare con qualcuno così talentuoso, divertente e gentile come Kim; a tutti mancherà terribilmente. Mi piace immaginare che Teddy sia ancora là fuori nell'universo di Grey's Anatomy, che si costruisca una nuova vita". Il 20 giugno 2017, è stato annunciato che Raver avrebbe ripreso il suo ruolo di Teddy Altman come ospite durante la quattordicesima stagione della serie, per poi divenire personaggio regolare nella stagione successiva.

## Accoglienza
Tanner Stransky di Entertainment Weekly ha ritenuto che Teddy non ha avuto una buona storyline fino all'arrivo di Henry, definendo la Raver utilizzata troppo poco fino a recentemente.